# Rutledge (Geórgia)
Rutledge é uma cidade localizada no estado americano de Geórgia, no Condado de Morgan.

## Demografia
Segundo o censo americano de 2000, a sua população era de 707 habitantes.
Em 2006, foi estimada uma população de 760, um aumento de 53 (7.5%).

## Geografia
De acordo com o United States Census Bureau tem uma área de 8,5 km², dos quais 8,5 km² cobertos por terra e 0,0 km² cobertos por água.

## Localidades na vizinhança
O diagrama seguinte representa as localidades num raio de 20 km ao redor de Rutledge.